# Mattias Triandafilidis
Mattias Triandafilidis (gr. Ματθιας Τριανταφυλλιδης; ur. w XIX wieku w Atenach, zm. w XX wieku) – grecki strzelec, olimpijczyk, uczestnik Olimpiady Letniej 1906.
Matias Triandafilidis uczestniczył w ośmiu indywidualnych konkurencjach podczas Olimpiady Letniej 1906. Nie zdobył żadnego medalu, najbliżej tego osiągnięcia był w konkurencji rewolwer wojskowy z 20 metrów, w którym był na siódmym miejscu. Wystąpił też dwa lata później na igrzyskach w Londynie, gdzie startował w dwóch drużynowych konkurencjach, Grekom nie powiodło się jednak w obu startach.

## Wyniki olimpijskie (z Olimpiadą Letnią 1906)
| Igrzyska | Konkurencja                                                  | Wynik | Miejsce    | Źródło |
| -------- | ------------------------------------------------------------ | --- | ---------- | ------ |
| OL 1906  | Pistolet dowolny, 25 m                                       | 205 punktów | 21 (na 28) | [ 1 ]  |
| OL 1906  | Pistolet dowolny, 50 m                                       | 160 punktów | 26 (na 30) | [ 2 ]  |
| OL 1906  | Rewolwer wojskowy, 20 m (Gras 1873–1874)                     | 168 punktów | 19 (na 31) | [ 3 ]  |
| OL 1906  | Rewolwer wojskowy, 20 m                                      | 235 punktów | 7 (na 31)  | [ 4 ]  |
| OL 1906  | Pistolet pojedynkowy, 20 m                                   | DNF | DNF        | [ 5 ]  |
| OL 1906  | Karabin dowolny, dowolna postawa, 300 m                      | 144 punkty | 30 (na 35) | [ 6 ]  |
| OL 1906  | Karabin wojskowy, klęcząc lub stojąc, 200 m (Gras 1873–1874) | 133 punkty | 17 (na 31) | [ 7 ]  |
| OL 1906  | Karabin wojskowy, klęcząc lub stojąc, 300 m                  | 124 punkty | 33 (na 46) | [ 8 ]  |
| IO 1908  | Karabin dowolny, trzy postawy, 300 m, drużynowo              | 3789 punktów (druż.), 653 punkty (ind.) W pozycji leżącej – 277 pkt. W pozycji klęczącej – 227 pkt. W pozycji stojącej – 149 pkt. | 9 (na 9)   | [ 9 ]  |
| IO 1908  | Karabin wojskowy, drużynowo                                  | 1999 punktów (druż.), 314 punktów ind. (62-60-56-50-51-35)                                                                        | 7 (na 8)   | [ 10 ] |